# Будзынь (гмина)
Будзынь (пол. Budzyń) — городско-сельская гмина (волость) в Польше, входит как административная единица в Ходзеский повет, Великопольское воеводство. Население — 8199 человек (на 2004 год). Административный центр — город Будзынь.

## Сельские округа
1. Бжекинец
2. Буковец
3. Дзевоключ
4. Грабувка
5. Конколевице
6. Нове-Бжезьно
7. Острувки
8. Подстолице
9. Просна
10. Соколово-Будзыньске
11. Вышинки
12. Вышины
13. Невемко
14. Новавесь-Вышиньска
15. Попельно

## Соседние гмины
1. Гмина Ходзеж
2. Гмина Чарнкув
3. Гмина Маргонин
4. Гмина Рогозьно
5. Гмина Рычивул
6. Гмина Вонгровец